# Tinent Governador
Un Tinent Governador és un oficial de govern que és usualment el subordinat o el diputat d'un Governador o Governador General. En l'Amèrica espanyola el Tinent de Governador era el funcionari que es feia càrrec del comandament polític i militar de les províncies per absència del Governador titular.

## Austràlia
A Austràlia, el Tinent Governador és el subordinat del Governador d'un estat, que actua com a cap d'estat i representant de la Reina Elisabet II, similar al Governador General del país sencer. Si el Governador no pot satisfer els seus deures, el Tinent Governador servirà en la seva absència. Ell o ella no té cap altres deures.

## Canadà
A Canadà, el Tinent Governador és el cap d'estat i representant de la Reina Elisabet II en cada província. Ell o ella és nomenada pel Governador General del Canadà amb el consell del primer ministre canadenc, i després és aprovat per la Reina.

## Illes Anglonormandes i l'illa de Man
Les illes de Jersey i Guernsey en el Canal de la Mànega, i també l'illa de Man en el Mar d'Irlanda, són dependències del Regne Unit. Allí, el Tinent Governador és el representant cerimonial del Rei del Regne Unit i no té molt poder polític.

## Estats Units
Als Estats Units d'Amèrica, un Tinent Governador és usualment la posició política segona en alguns estats sota Governador. En diversos estats el Tinent Governador es tria a part del Governador. En uns altres, els dos es trien junts. Com Austràlia, si el Governador no pot satisfer els seus deures, el Tinent Governador servirà en la seva absència. La quantitat de poder polític que un Tinent Governador té varia amb cada estat. Hi ha alguns estats que no tenen un Tinent Governador.